# Pecopala
Pecopala är ett berg i Tjeckien.   Det ligger i regionen Liberec, i den norra delen av landet, 60 km norr om huvudstaden Prag. Toppen på Pecopala är 451 meter över havet, eller 84 meter över den omgivande terrängen. Bredden vid basen är 1,4 km.
Terrängen runt Pecopala är huvudsakligen platt.Runt Pecopala är det ganska glesbefolkat, med 28 invånare per kvadratkilometer. Närmaste större samhälle är Česká Lípa, 15,5 km nordväst om Pecopala. I omgivningarna runt Pecopala växer i huvudsak barrskog.